# Burg Degenberg
Die Burg Degenberg ist die Ruine einer mittelalterlichen Spornburg auf dem südlichen Gratende des „Degenbergs“ zwischen 560 und 595 Meter über der Donau bei Degenberg, einem Ortsteil des Marktes Schwarzach im Landkreis Straubing-Bogen in Bayern. 

## Geschichte
Die Burg war die Stammburg der Herren von Degenberg, die einst Ministeriale der Grafen von Bogen waren. Das Geschlecht starb 1602 aus.
Die Burg wurde vermutlich um 1100 erbaut. 1186 wurde in einer Urkunde des Klosters Prüfening ein „Hugo de Tegernberch“ als Zeuge erwähnt und 1230 ein „castrum Degenberg“.
Im Zuge des Böcklerkrieges 1468/69 wurde die Burg erobert und niedergebrannt. Die Degenberger mussten sich 1473 verpflichten, keine Burg auf diesem Berg mehr zu erbauen. Gegen Ende des 16. Jahrhunderts bauten sie Schwarzach zu ihrem Herrensitz aus.

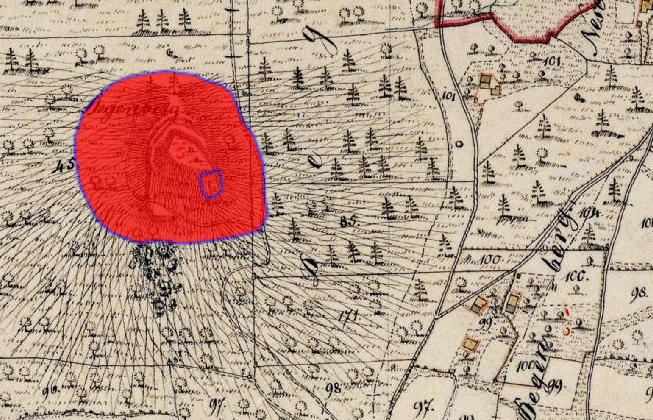
Lageplan von Burg Degenberg auf dem Urkataster von Bayern

## Beschreibung
Die romanische oder gotische Burgkapelle St. Georg wurde 1809 abgebrochen.
Von der Burganlage sind noch weitläufige Mauerreste erhalten, die als Baudenkmal D-2-78-187-28: „Ruine der Burg Degenberg, Mauerreste der frühmittelalterlichen, 1469 zerstörten Anlage; am Südrand des gleichnamigen Berges“ sowie als Bodendenkmal D-2-7042-0029: „Burgstall Degenberg. Untertägige Befunde im Bereich der abgebrochenen Burg des hohen und späten Mittelalters mit Kapelle St. Georg“ geschützt sind.

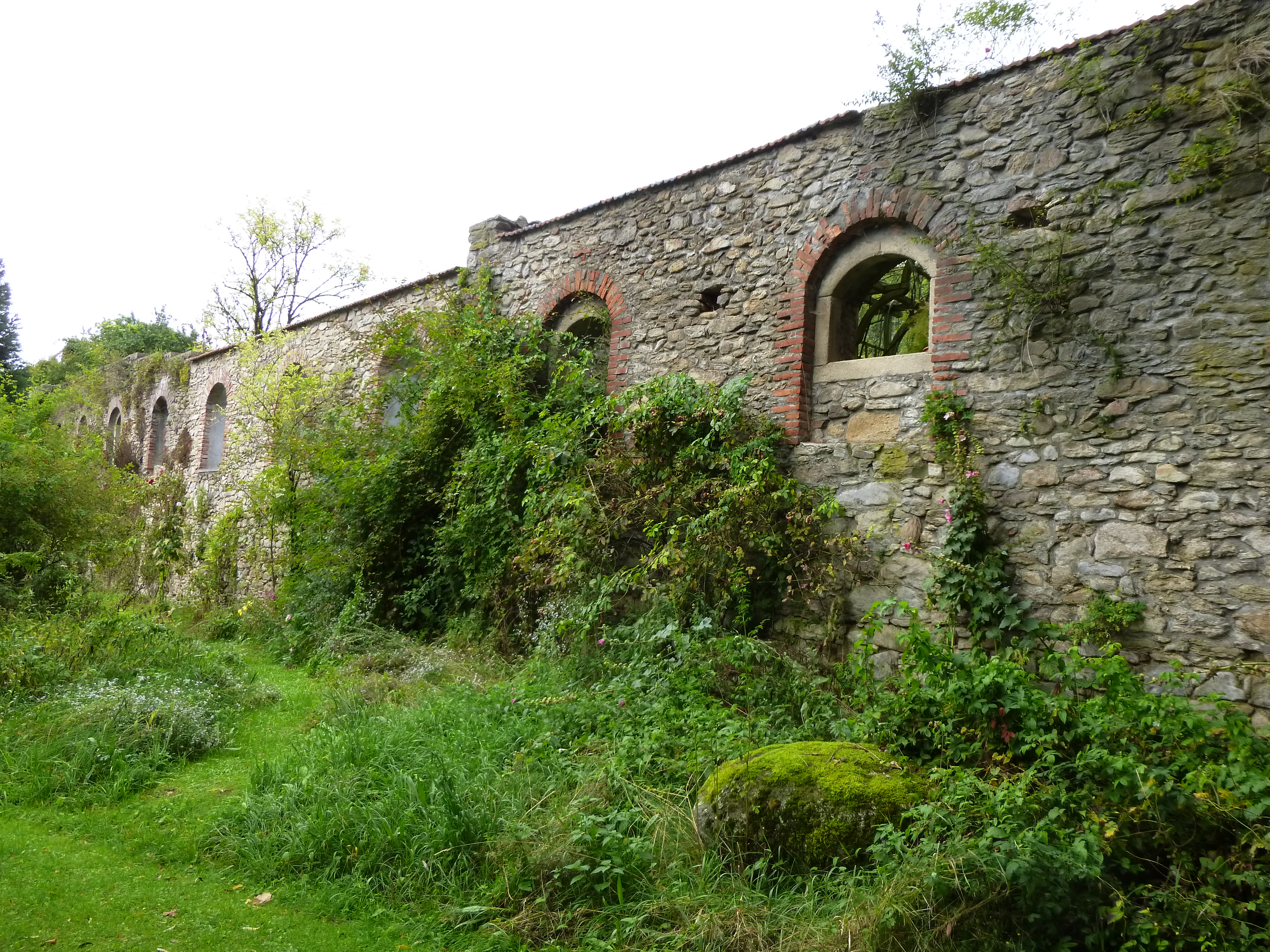
Burgruine Degenberg